# Agapornis swindernianus
El inseparable acollarado (Agapornis swindernianus), también inseparable de cuello negro, es una especie de ave psitaciforme de la familia Psittacidae nativa de África Central y Ghana.
Esta especie de inseparable tiene descritas tres subespecies; ninguna de las tres existe en cautiverio por su exclusiva dieta de higos, por lo que no se han engendrado mutaciones de colores ni híbridos conocidos.[cita requerida]